# 歐洽塔

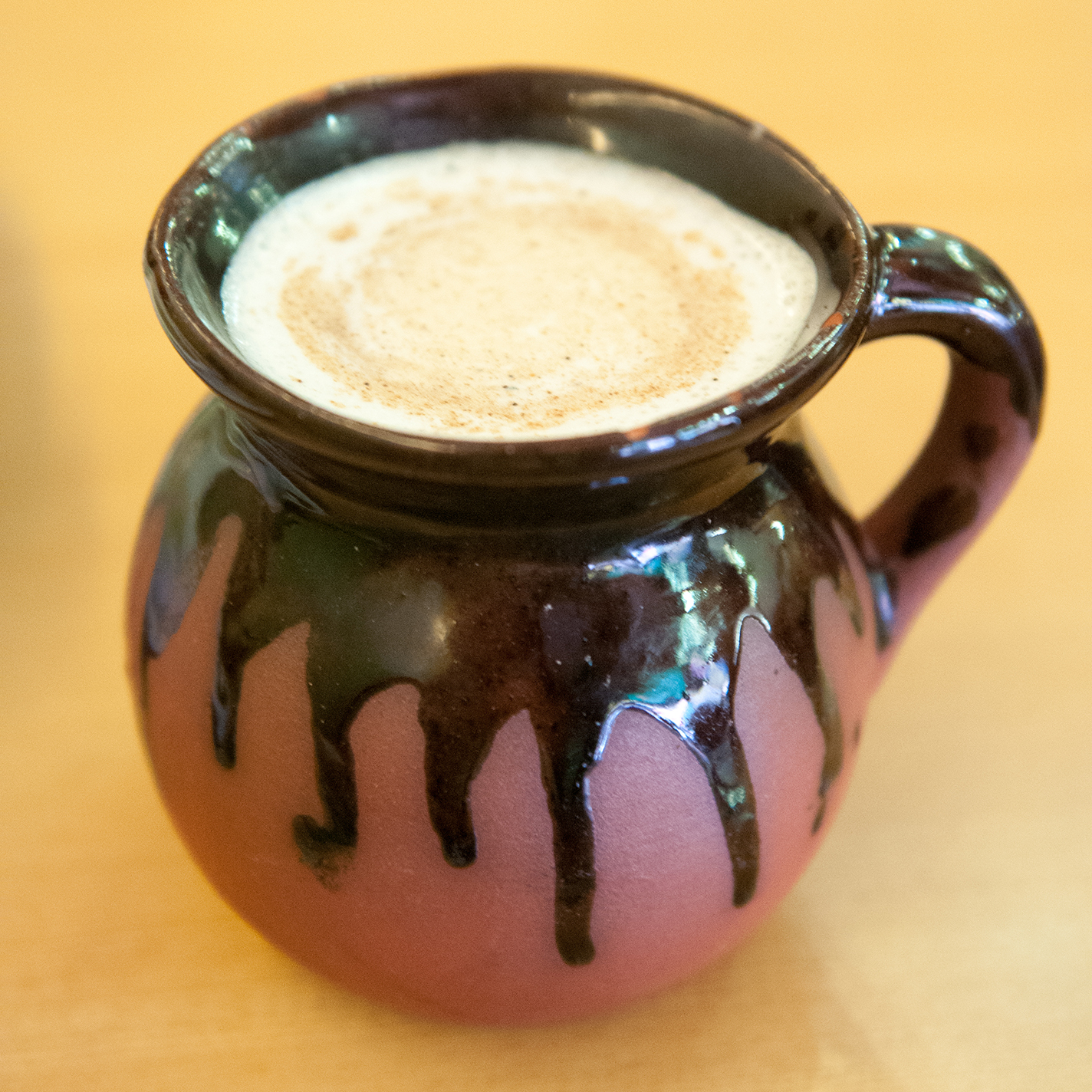
一杯熱歐洽塔

欧洽塔是原產於西班牙瓦倫西亞的一種飲品，其原料包括扁桃、大米、大麥和油莎草的塊莖。

## 西班牙
在西班牙，這種飲料通常被歸類為orxata de xufes(horchata de chufas)，由油莎草塊莖、水和糖調配而成。首先創造這種飲品的，是瓦倫西亞地區的居民。通常是冰飲，在吃點心時供應。在瓦倫西亞地區設有這種飲品的審查機關（页面存档备份，存于），來確保產品的品質。其中，以Alboraia村優良的製作品質最為出名。發明欧洽塔的是穆斯林，當他們占领西班牙時南部地區時發明了這種飲料。

## 拉丁美洲
在墨西哥菜中，欧洽塔是一種以大米為主原料的飲品。雖然這種飲品通常是濃稠的白色，但不一定需要牛奶，用扁桃代替也有一樣的效果。其它原料通常包括糖、肉桂、青檸、橘子和香草。墨西哥的欧洽塔通常是在自家製作，但現在也有即溶粉末和即飲包裝在市面上販售。在美國，墨西哥餐廳供應的欧洽塔反而比西班牙欧洽塔（horchata de chufas）更為人所知。
厄瓜多的欧洽塔和墨西哥類似，但使用芝麻來替代扁桃，且不使用大米，颜色为半透明的红色。在薩爾瓦多，欧洽塔通常不僅用芝麻調味，還使用可可和肉桂。为了保护人类健康、防止可能误导或欺诈消费者的行为，2006年3月17日，萨尔瓦多国家科学技术委员会公布了制备欧洽塔飲料的的强制标准。

## 語源
這種飲品的名字來自於加泰罗尼亚語的orxata, 可能是來自ordiata，由ordi（大麥）而來。扁桃糖漿在法文和英文（orgeat）、義大利文（orzata）、蘇利南荷蘭文（orgeade）中，語源也相同，但是其中沒有一個是用大麥製成的。 （页面存档备份，存于）
而根據民間傳說，orxata這個字是來自於阿拉贡王國（Aragón）的國王海梅一世（Jaime I）。在他征服瓦倫西亞之後，有個阿拉伯女孩給了他一杯欧洽塔。據說他大叫：Això és or, xata!（這是黃金啊，姑娘！）。

## 外部連結
- 墨西哥欧洽塔的食譜(1)（页面存档备份，存于） 英文
- 墨西哥欧洽塔的食譜(2)（页面存档备份，存于） 英文
- 歐洲欧洽塔及其類似飲品的介紹(附有18世紀的欧洽塔做法) （页面存档备份，存于） 英文